# کوئینولینیک اسید
کوئینولینیک اسید (به انگلیسی: Quinolinic acid) با فرمول شیمیایی C7H5NO4 یک ترکیب شیمیایی با شناسه پاب‌کم 16846 است. که جرم مولی آن ۱۶۷٫۱۲ گرم بر مول می‌باشد. 